# Izium
Izium hay Izyum (tiếng Ukraina: Ізюм, phát âm [iˈzʲum]; tiếng Nga: Изюм) là một thành phố của Ukraina, thuộc tỉnh Kharkiv. Thành phố này cách tỉnh lỵ Kharkiv khoảng 120 kilômét (75 mi). Izium có dân số 45.884 người vào năm 2021.
Trong cuộc xâm lược Ukraina năm 2022 của Nga, thành phố này nằm dưới sự chiếm đóng của quân đội Nga từ ngày 1 tháng 4 cho đến khi lực lượng Ukraina tái chiếm vào tháng 9 như một phần của cuộc phản công Kharkiv.

## Khí hậu
Izium có khí hậu lục địa ẩm (phân loại khí hậu Köppen Dfb).
| Dữ liệu khí hậu của Izium                | Dữ liệu khí hậu của Izium | Dữ liệu khí hậu của Izium | Dữ liệu khí hậu của Izium | Dữ liệu khí hậu của Izium | Dữ liệu khí hậu của Izium | Dữ liệu khí hậu của Izium | Dữ liệu khí hậu của Izium | Dữ liệu khí hậu của Izium | Dữ liệu khí hậu của Izium | Dữ liệu khí hậu của Izium | Dữ liệu khí hậu của Izium | Dữ liệu khí hậu của Izium | Dữ liệu khí hậu của Izium |
| Tháng                                    | 1                         | 2                         | 3                         | 4                         | 5                         | 6                         | 7                         | 8                         | 9                         | 10                        | 11                        | 12                        | Năm                       |
| ---------------------------------------- | ------------------------- | ------------------------- | ------------------------- | ------------------------- | ------------------------- | ------------------------- | ------------------------- | ------------------------- | ------------------------- | ------------------------- | ------------------------- | ------------------------- | ------------------------- |
| Cao kỉ lục °C (°F)                       | 13.1 (55.6)               | 16.3 (61.3)               | 24.0 (75.2)               | 31.0 (87.8)               | 36.7 (98.1)               | 37.4 (99.3)               | 39.1 (102.4)              | 39.4 (102.9)              | 34.4 (93.9)               | 31.1 (88.0)               | 22.0 (71.6)               | 20.0 (68.0)               | 39.4 (102.9)              |
| Trung bình ngày tối đa °C (°F)           | −1.9 (28.6)               | −1.2 (29.8)               | 5.0 (41.0)                | 14.7 (58.5)               | 21.6 (70.9)               | 25.1 (77.2)               | 27.4 (81.3)               | 26.8 (80.2)               | 20.6 (69.1)               | 12.9 (55.2)               | 4.3 (39.7)                | −0.7 (30.7)               | 12.9 (55.2)               |
| Trung bình ngày °C (°F)                  | −4.1 (24.6)               | −4.0 (24.8)               | 1.3 (34.3)                | 9.5 (49.1)                | 15.6 (60.1)               | 19.5 (67.1)               | 21.5 (70.7)               | 20.1 (68.2)               | 14.4 (57.9)               | 8.0 (46.4)                | 1.6 (34.9)                | −2.9 (26.8)               | 8.4 (47.1)                |
| Tối thiểu trung bình ngày °C (°F)        | −6.9 (19.6)               | −7.2 (19.0)               | −2.2 (28.0)               | 4.5 (40.1)                | 10.2 (50.4)               | 14.3 (57.7)               | 16.0 (60.8)               | 14.9 (58.8)               | 9.9 (49.8)                | 4.4 (39.9)                | −1.3 (29.7)               | −5.7 (21.7)               | 4.2 (39.6)                |
| Thấp kỉ lục °C (°F)                      | −35.0 (−31.0)             | −36.1 (−33.0)             | −29.7 (−21.5)             | −9.0 (15.8)               | −2.8 (27.0)               | 1.1 (34.0)                | 3.0 (37.4)                | 1.1 (34.0)                | −6.7 (19.9)               | −17.0 (1.4)               | −22.6 (−8.7)              | −33.2 (−27.8)             | −36.1 (−33.0)             |
| Lượng Giáng thủy trung bình mm (inches)  | 47.9 (1.89)               | 43.3 (1.70)               | 44.0 (1.73)               | 37.9 (1.49)               | 48.3 (1.90)               | 62.8 (2.47)               | 58.8 (2.31)               | 38.2 (1.50)               | 48.9 (1.93)               | 43.0 (1.69)               | 46.0 (1.81)               | 46.2 (1.82)               | 565.3 (22.26)             |
| Số ngày giáng thủy trung bình (≥ 1.0 mm) | 10.4                      | 8.8                       | 8.4                       | 7.0                       | 7.2                       | 8.5                       | 7.5                       | 5.2                       | 6.7                       | 6.5                       | 7.7                       | 9.2                       | 93.1                      |
| Độ ẩm tương đối trung bình (%)           | 84.9                      | 81.8                      | 77.3                      | 67.5                      | 64.9                      | 68.2                      | 68.2                      | 67.5                      | 73.4                      | 79.2                      | 85.1                      | 85.5                      | 75.3                      |
| Nguồn 1: Tổ chức Khí tượng Thế giới      |                           |                           |                           |                           |                           |                           |                           |                           |                           |                           |                           |                           |                           |
| Nguồn 2: Climatebase.ru                  |                           |                           |                           |                           |                           |                           |                           |                           |                           |                           |                           |                           |                           |